# Krakra de Pernik

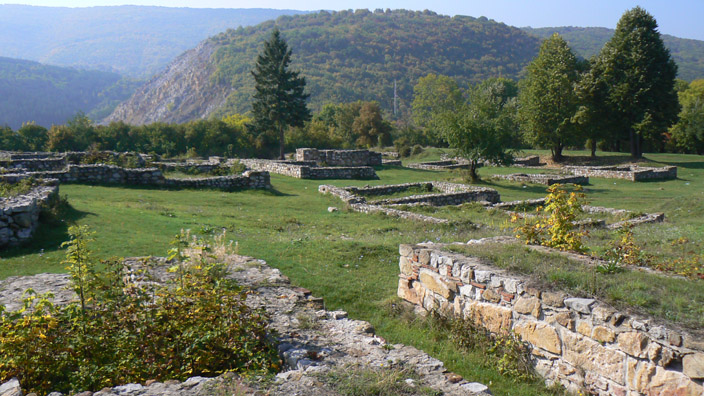
Ruinas de la fortaleza de Krakra cerca de Pernik.

Krakra de Pernik (en búlgaro: Кракра Пернишки, romanizado: Krakra Pernishki), también conocido como Krakra el Vaivoda  o simplemente Krakra, fue un señor feudal del siglo xi en el Primer Imperio búlgaro, cuyo dominio abarcaba 36 fortalezas en lo que hoy es el suroeste de Bulgaria, con su capital en Pernik. Es conocido por su heroica resistencia a los asedios bizantinos en múltiples ocasiones cuando invadieron el Imperio búlgaro. 
Krakra era un «hombre excepcional en asuntos militares» y un boyardo de alto rango, posiblemente gobernador del komitato de Sredets, bajo los zares Samuel, Gabriel Radomir e Iván Vladislav. Su nombre aparece en los anales históricos en relación con una campaña militar bizantina en las tierras búlgaras en 1003, cuando el ejército de Samuel fue derrotado en el río Vardar y los bizantinos capturaron Skopje. Cuando las fuerzas de Basilio II se dirigían a sitiar Sredets, sin embargo, en 1004 se toparon con Krakra en la bien defendida fortaleza de Pernik y el emperador se vio obligado a regresar a Constantinopla después de sufrir grandes pérdidas.
En 1016, otra campaña por Basilio II fue detenido por Krakra en Pernik después de un infructuoso asedio bizantino de 88 días. A medida que el conflicto bizantino-búlgaro continuaba, Krakra e Iván Vladislav buscaron el apoyo de los pechenegos para una campaña búlgara a gran escala contra los bizantinos y en un principio persuadieron a los pechenegos a colaborar en el invierno de 1016-1017. Sin embargo, el gobernador bizantino de Dorostolon se enteró sobre el plan y se lo comunicó a Basilio II. Al oír esto, los pechenegos se negaron a participar, arruinando los planes búlgaros.
Tras la muerte de Iván Vladislav en Dirraquio a principios de 1018, Basilio II entró en territorio búlgaro en marzo de 1018 sin encontrar resistencia alguna. En Adrianópolis, Krakra y otros 35 boyardos se reunieron con él y declararon que entregarían sus fortalezas ya que el zar había muerto. Basilio II se reunió personalmente con Krakra en Serres y le otorgó el título de patricio.